# Horsiesi
Horsiesi (zm. ok. 380) – mnich egipski, zaliczany do Ojców Kościoła.
Był jednym z następców Pachomiusza. Przypisuje mu się autorstwo Nauki o powołaniu mnichów (Doctrina de institutione monachorum).